# Georges Pontier
Pour les articles homonymes, voir Pontier.
Georges Pontier, né le 1er mai 1943 à Lavaur dans le Tarn, est un prélat français, archevêque de Marseille de 2006 à 2019 et président de la conférence des évêques de France de 2013 à 2019.

## Biographie

### Formation
Après des études au grand  séminaire d'Albi, il complète sa formation à l'université grégorienne à  Rome où il obtient une licence de théologie, puis une maîtrise en Lettres modernes à l'université de Toulouse.
Il est ordonné prêtre le 3 juillet 1966 par Claude Dupuy, pour le diocèse d'Albi.

### Principaux ministères
Après avoir exercé dans l'enseignement, en particulier au séminaire des jeunes de Saint-Sulpice-la-Pointe, il est vicaire puis archiprêtre de la cathédrale Sainte-Cécile d'Albi, enfin vicaire épiscopal en 1987.
Nommé évêque de Digne le 2 février 1988, il est consacré le 20 mars suivant par le cardinal Robert Coffy. Il est transféré au siège de la Rochelle et Saintes le 5 août 1996 avant de succéder au cardinal Bernard Panafieu comme archevêque de Marseille le 12 mai 2006.
De 1993 à 1999, il préside le Comité épiscopal France-Amérique latine.
Il est vice-président de la conférence des évêques de France de 2001 à 2007, après quoi il reste membre du Conseil permanent de la conférence épiscopale de France.
Le 8 novembre 2008, il est élu président du Comité études et projet de la conférence des évêques de France pour un mandat de trois ans, et réélu à ce poste en 2011.
En 2012, il décide de consacrer au relogement de familles roms expulsées un grand immeuble du quartier Saint-Pierre où logeaient jusqu'alors quelques prêtres. Cette initiative suscite l'opposition d'une partie de la population soutenue par le sénateur-maire du 3e secteur de Marseille Bruno Gilles.
Le 17 avril 2013, il est élu président de la conférence des évêques de France et succède à André Vingt-Trois le 1er juillet suivant.
Il effectue un voyage les 16 et 17 janvier 2014 au Vatican avec les principaux responsables de l'épiscopat français, afin de mettre au courant le Pape et les principaux responsables des dicastères sur les sujets français, afin de les préparer à la visite du président français François Hollande la semaine suivante au Vatican.
Le 9 septembre 2014, il est nommé par le pape François père synodal pour la troisième assemblée générale extraordinaire du synode des évêques sur la famille qui se déroulera du 5 au 19 octobre en qualité de président de la conférence épiscopale des évêques de France.
Rappelant la position du conseil permanent de la conférence des évêques de France, il annonce son refus en tant que président de la conférence de soutenir l'initiative de Reporters sans frontières dans la "proclamation de la liberté d'expression" pour laquelle tous les responsables de cultes sont invités à signer.
Le 18 mars 2016, il est réélu pour un nouveau mandat de président de la conférence des évêques de France.
En 2019, il est contraint de démissionner de son ministère épiscopal car il a dépassé la limite d'âge de 75 ans.
Le 11 janvier 2021, le pape François le nomme administrateur apostolique Sede vacante de l'archidiocèse d'Avignon à la suite de la vacance du siège, due à la démission de Jean-Pierre Cattenoz pour raison d'âge le même jour. Il aura notamment pour mission d'apaiser les tensions existantes dans ce diocèse. Il reste en poste jusqu'au 11 juillet 2021, date de l'installation du nouvel d'archevêque d'Avignon, François Fonlupt.
Le 2 décembre 2021, il est nommé administrateur apostolique Sede Vacante et ad Nutum Sanctae Sedis du diocèse de Paris. À la suite de la renonciation de Michel Aupetit de sa charge d'archevêque, il assume cette mission confiée par le pape François jusqu’au 23 mai 2022, date de l'installation canonique de Laurent Ulrich, archevêque nommé à la tête du diocèse de Paris le 26 avril 2022.

## Prises de position
Lors de son mandat de vice-président de la conférence épiscopale de 2001 à 2007, il incarne avec le président Jean-Pierre Ricard, selon le magazine La Vie, une ligne « foncièrement modérée » à l'opposé de la « ligne Lustiger » ainsi qu'une Église « accompagnatrice spirituelle plutôt qu'une donneuse de leçons ».

### Par rapport au dialogue avec l'islam
Très concerné par le dialogue avec l'islam étant donné l'importance de la communauté musulmane à Marseille, Georges Pontier appelle à un dialogue en profondeur, mais sans naïveté.

### Élections nationales
Il invite les chrétiens à voter aux différentes élections nationales, en rappelant l'exigence pour chacun d'être conscient des efforts nécessaires de solidarité pour pouvoir « vivre ensemble ».

## Distinction
- Chevalier de la Légion d'honneur (décret du 3 avril 2015)[12].